# David Gilbert
David Gilbert (Derby, 12 giugno 1981) è un giocatore di snooker inglese.

## Carriera
David Gilbert è diventato professionista nel 2002 a 21 anni, abbastanza tardi rispetto agli altri giocatori. All'inizio della sua vita ha infatti aiutato suo padre in fattoria, non per caso il suo soprannome è "The Angry Farmer", in italiano il fattore arrabbiato.
Il suo primo grande risultato arriva nel 2015, quando l'inglese perde la finale dell'International Championship contro John Higgins.
La sua stagione migliore è senza dubbio la 2018-2019 dove Gilbert arriva in finale al World Open, al German Masters e si dimostra in forma anche al Mondiale perdendo di un solo frame (17-16) la semifinale contro Higgins  e terminando la stagione al 12º posto nel Ranking.
La stagione 2019-2020 si apre con una qualificazione mancata al Riga Masters e un terzo turno all'International Championship. Successivamente arriva ai quarti al China Championship e raggiunge la finale all'English Open perdendo la quarta finale su quattro disputate contro Mark Selby per 9-1. Dopo alcuni brutti risultati raggiunge le semifinali allo Scottish Open e al primo Masters giocato in carriera.

## Ranking
| Stagione  | Ranking iniziale | Ranking finale |
| --------- | ---------------- | -------------- |
| 2002-2003 | Non classificato | 84             |
| 2003-2004 | 84               | 83             |
| 2005-2006 | 90               | 68             |
| 2006-2007 | Non classificato | 45             |
| 2007-2008 | 45               | 43             |
| 2008-2009 | 43               | 51             |
| 2009-2010 | 51               | 55             |
| 2010-2011 | 55               | 76             |
| 2011-2012 | 73               | 57             |
| 2012-2013 | 57               | 41             |
| 2013-2014 | 41               | 35             |
| 2014-2015 | 37               | 35             |
| 2015-2016 | 35               | 22             |
| 2016-2017 | 22               | 19             |
| 2017-2018 | 19               | 27             |
| 2018-2019 | 27               | 12             |
| 2019-2020 | 12               | 11             |
| 2020-2021 | 11               | 23             |
| 2021-2022 | 23               |                |

### Maximum breaks: 2
| N° | Anno | Competizione        | Avversario      | Note   |
| -- | ---- | ------------------- | --------------- | ------ |
| 1  | 2015 | Championship League | Xiao Guodong    | [ 14 ] |
| 2  | 2019 | Championship League | Stephen Maguire | [ 15 ] |

## Tornei vinti

### Titoli Non-Ranking: 1
| Titoli Ranking      | Titoli Ranking | Titoli Ranking | Titoli Ranking |
| ------------------- | -------------- | -------------- | -------------- |
| Competizione        | Anno           | Avversario     | Note           |
| Championship League | 2021 (2)       | Mark Allen     | [ 16 ]         |

| Titoli Non-Ranking | Titoli Non-Ranking | Titoli Non-Ranking | Titoli Non-Ranking |
| ------------------ | ------------------ | ------------------ | ------------------ |
| Competizione       | Anno               | Avversario         | Note               |
| Challenge Tour 4   | 2002               | Ryan Day           | [ 17 ]             |

## Finali perse

### Titoli Ranking: 4
| Titoli Ranking             | Titoli Ranking | Titoli Ranking | Titoli Ranking |
| -------------------------- | -------------- | -------------- | -------------- |
| Competizione               | Anno           | Avversario     | Note           |
| International Championship | 2015           | John Higgins   | [ 3 ]          |
| World Open                 | 2018           | Mark Williams  | [ 4 ]          |
| German Masters             | 2019           | Kyren Wilson   | [ 5 ]          |
| English Open               | 2019           | Mark Selby     | [ 6 ]          |